# Diamond Harbour Football Club 2025-2026
Questa voce raccoglie le informazioni riguardanti il Diamond Harbour nelle competizioni ufficiali della stagione 2025-2026.

## Maglie e sponsor
| Casa | Trasferta | Terza |

## Organico

### Rosa
| N. |                   | Ruolo | Calciatore              |
| -- | ----------------- | ----- | ----------------------- |
|    | India (bandiera)  | P     | Mirshad Michu           |
|    | India (bandiera)  | P     | Susnata Malik Aakash    |
|    | India (bandiera)  | P     | Subrata Santra          |
|    | India (bandiera)  | P     | Deepprobhat Ghosh       |
|    | India (bandiera)  | P     | Mohammed Arbaz          |
|    | India (bandiera)  | D     | Sunil Benchamin         |
|    | India (bandiera)  | D     | Rabilal Mandi           |
|    | India (bandiera)  | D     | Ayon Mondal             |
|    | India (bandiera)  | D     | VikramJeet Singh        |
|    | India (bandiera)  | D     | Naresh Singh Yendrembam |
|    | India (bandiera)  | D     | Wungngayam Muirang      |
|    | India (bandiera)  | D     | Melroy Assisi           |
|    | India (bandiera)  | D     | Aqib Nawab              |
|    | India (bandiera)  | D     | Sairuat Kima            |
|    | India (bandiera)  | C     | Mohit Mittal            |
|    | Spagna (bandiera) | C     | Mikel Kortazar          |
|    | India (bandiera)  | C     | Aimar Adam              |
|    | India (bandiera)  | C     | Paul Ramfangzauva       |
|    | India (bandiera)  | C     | Bikramjit Singh         |
|    | India (bandiera)  | C     | Supratim Das            |

| N. |                     | Ruolo | Calciatore               |
| -- | ------------------- | ----- | ------------------------ |
|    | India (bandiera)    | C     | Wahengbam Angousana      |
|    | India (bandiera)    | C     | Lalliansanga Renthlei    |
|    | India (bandiera)    | C     | Girik Khosla             |
|    | India (bandiera)    | C     | Pintu Mahata             |
|    | India (bandiera)    | C     | Muhammed Rashid          |
|    | India (bandiera)    | C     | William Lalgoulien       |
|    | India (bandiera)    | C     | Supriya Pandit           |
|    | India (bandiera)    | C     | Suprodip Hazra           |
|    | India (bandiera)    | A     | Rahul Kumar Paswan       |
|    | India (bandiera)    | A     | Parth Dewan              |
|    | India (bandiera)    | A     | Banpynkhrawnam Nongkhlaw |
|    | India (bandiera)    | A     | Naro Hari Shrestha       |
|    | India (bandiera)    | A     | Shaiborlang Kharpan      |
|    | India (bandiera)    | A     | Jobby Justin             |
|    | Nigeria (bandiera)  | A     | Bright Enobakhare        |
|    | India (bandiera)    | A     | R Ramdinthara            |
|    | Brasile (bandiera)  | A     | Clayton                  |
|    | India (bandiera)    | A     | Samuel Lalmuanpuia       |
|    | Slovenia (bandiera) | A     | Luka Majcen              |
|    | India (bandiera)    | A     | Holicharan Narzary       |

### Staff tecnico
- Kibu Vicuña - Allenatore
- Deepak Kumar Mondal - Assistente

## Calciomercato
| Acquisti | Acquisti              | Acquisti                 | Acquisti   |
| R.       | Nome                  | da                       | Modalità   |
| -------- | --------------------- | ------------------------ | ---------- |
| P        | Mirshad Michu         | NorthEast Utd            | Definitivo |
| P        | Mohammed Arbaz        | Kerala Blasters          | Prestito   |
| D        | Melroy Assisi         | Punjab FC                | Definitivo |
| D        | Wungngayam Muirang    | Jamshedpur               | Definitivo |
| D        | Aqib Nawab            | SAT                      | Definitivo |
| D        | Mikel Kortazar        |                          | Svincolato |
| D        | Sairuat Kima          | Goa                      | Definitivo |
| C        | Paul Ramfangzauva     | Chanmari                 | Definitivo |
| C        | Bikramjit Singh       | ARA                      | Definitivo |
| C        | Lalliansanga Renthlei | Template:Calcio Odisha B | Definitivo |
| C        | Supratim Das          | Mumbai City              | Prestito   |
| C        | Wahengbam Angousana   | Mohammedan               | Definitivo |
| A        | Bright Enobakhare     |                          | Svincolato |
| A        | R Ramdinthara         |                          | Svincolato |
| A        | Clayton               | Perak                    | Definitivo |
| A        | Samuel Lalmuanpuia    | Aizawl                   | Definitivo |
| A        | Luka Majcen           |                          | Svincolato |
| A        | Holicharan Narzary    | Bengaluru                | Prestito   |

| Cessioni | Cessioni      | Cessioni   | Cessioni   |
| R.       | Nome          | a          | Modalità   |
| -------- | ------------- | ---------- | ---------- |
| P        | Avijit Sardar | Sreebhumi  | Definitivo |
| A        | Gani Nigam    | Malappuram | Definitivo |

## Risultati

### I-League

#### Andamento in campionato
| Giornata  | 1 | 2 | 3 | 4 | 5 | 6 | 7 | 8 | 9 | 10 | 11 | 12 | 13 | 14 | 15 | 16 | 17 | 18 | 19 | 20 | 21 | 22 |
| --------- | - | - | - | - | - | - | - | - | - | -- | -- | -- | -- | -- | -- | -- | -- | -- | -- | -- | -- | -- |
| Luogo     |   |   |   |   |   |   |   |   |   |    |    |    |    |    |    |    |    |    |    |    |    |    |
| Risultato |   |   |   |   |   |   |   |   |   |    |    |    |    |    |    |    |    |    |    |    |    |    |
| Posizione |   |   |   |   |   |   |   |   |   |    |    |    |    |    |    |    |    |    |    |    |    |    |

Legenda:

Luogo: C = Casa; T = Trasferta. Risultato: V = Vittoria; N = Pareggio; P = Sconfitta.

### Durand Cup
| Arbitro: | Lakshay |

|                           |           |                                     |
| Thokchom Adison Singh 36’ | Marcatori | 51’ Sairuat Kima 90+10’ Luka Majcen |

| Arbitro: | Shantan Agrawal |

|                                                                                        |           |             |
| Clayton 2’, 35’, 72’, 90+3’ Luka Majcen 7’, 37’ Paul Ramfangzauva 53’ Jobby Justin 67’ | Marcatori | 90’ Kishori |

| Arbitro: | Ashwin |

|                 |           | |
| Luka Majcen 24’ | Marcatori | 19’ Anirudh Thapa 35’ Jamie Maclaren 51’ (Rig.) Liston Colaco 64’ Sahal Abdul Samad 80’ Jason Cummings |

#### Andamento in campionato
| Giornata  | 1 | 2 | 3 |  |
| --------- | - | - | - |  |
| Luogo     | T | C | C |  |
| Risultato | V | V | P |  |
| Posizione | 2 | 1 | 2 |  |

Legenda:

Luogo: C = Casa; T = Trasferta. Risultato: V = Vittoria; N = Pareggio; P = Sconfitta.

### Quarti di finale
| Arbitro: | Lakshay |

|  |           |                      |
|  | Marcatori | 3’, 40’ Sairuat Kima |

### Semifinali
| Arbitro: | Harish Kundu |

|                                     |           |               |
| Mikel Kortazar 66’ Jobby Justin 83’ | Marcatori | 67’ Anwar Ali |

### Finale
| Calcutta 23 agosto 2025, ore 14:00 UTC+5:30 | NorthEast Utd | – referto | Diamond Harbour | Salt Lake Stadium |

### Calcutta Football League

#### Gruppo B
| Naihati 2 luglio 2025, ore 11:30 UTC+5:30 1ª giornata | Sreebhumi | 0 – 0 referto | Diamond Harbour | Bankimanjali Stadium |

| Naihati 6 luglio 2025, ore 11:30 UTC+5:30 2ª giornata       | Diamond Harbour | 1 – 0 | Wari | Bankimanjali Stadium |
| \| \| \| \| \| Thanglalsoun Gangte 90+5’ \| Marcatori \| \| |                 |       |      |                      |
|                                                             |                 |       |      |                      |
| Thanglalsoun Gangte 90+5’                                   | Marcatori       |       |      |                      |

| Naihati 10 luglio 2025, ore 11:30 UTC+5:30 3ª giornata | Bhawanipore | 0 – 1 referto    | Diamond Harbour | Bankimanjali Stadium |
| \| \| \| \| \| \| Marcatori \| 32’ Jobby Justin \|     |             |                  |                 |                      |
|                                                        |             |                  |                 |                      |
|                                                        | Marcatori   | 32’ Jobby Justin |                 |                      |

| Naihati 14 luglio 2025, ore 11:30 UTC+5:30 4ª giornata | Diamond Harbour | 1 – 0 referto | Aryan | Bankimanjali Stadium |
| \| \| \| \| \| Akash Hemram 90+6’ \| Marcatori \| \|   |                 |               |       |                      |
|                                                        |                 |               |       |                      |
| Akash Hemram 90+6’                                     | Marcatori       |               |       |                      |

| Naihati 18 luglio 2025, ore 11:30 UTC+5:30 5ª giornata | United Kolkata | 0 – 0 referto | Diamond Harbour | Bankimanjali Stadium |

| Naihati 22 luglio 2025, ore 11:30 UTC+5:30 6ª giornata | Diamond Harbour | 1 – 0 referto | Mohammedan | Bankimanjali Stadium |
| \| \| \| \| \| Akash Hemram 7’ \| Marcatori \| \|      |                 |               |            |                      |
|                                                        |                 |               |            |                      |
| Akash Hemram 7’                                        | Marcatori       |               |            |                      |

| Naihati 6 agosto 2025, ore 11:30 UTC+5:30 7ª giornata                         | Diamond Harbour | 1 – 1 referto          | Peerless | Bankimanjali Stadium |
| \| \| \| \| \| Lalsiem Chongloi 25’ \| Marcatori \| 22’ Leitlang Syiemlieh \| |                 |                        |          |                      |
|                                                                               |                 |                        |          |                      |
| Lalsiem Chongloi 25’                                                          | Marcatori       | 22’ Leitlang Syiemlieh |          |                      |

| Naihati 12 agosto 2025, ore 11:30 UTC+5:30 9ª giornata                                                  | Calcutta Police | 0 – 4 referto                                                         | Diamond Harbour | Bankimanjali Stadium |
| \| \| \| \| \| \| Marcatori \| 4’ Aqib Nawab 19’ Nayan Tudu 71’ Benjamin Lalnunpuia 84’ Akash Hemram \| |                 |                                                                       |                 |                      |
| |                 |                                                                       |                 |                      |
| | Marcatori       | 4’ Aqib Nawab 19’ Nayan Tudu 71’ Benjamin Lalnunpuia 84’ Akash Hemram |                 |                      |

##### Andamento in campionato
| Giornata  | 1 | 2 | 3 | 4 | 5 | 6 | 7 | 8 | 9 | 10 | 11 | 12 | 13 |
| --------- | - | - | - | - | - | - | - | - | - | -- | -- | -- | -- |
| Luogo     | T | T | C | T | C | C | C | X | T |    |    |    |    |
| Risultato | N | V | V | V | N | V | N | X | V |    |    |    |    |
| Posizione | 9 | 6 | 4 | 3 | 3 | 2 | 4 | 4 | 3 |    |    |    |    |

Legenda:

Luogo: C = Casa; T = Trasferta. Risultato: V = Vittoria; N = Pareggio; P = Sconfitta.